# Кале (Барово)
Кале или Градище (на македонска литературна норма: Кале) е късноантична крепост, разположена над скопското село Барово, Северна Македония.

## Местоположение
Калето е разположено на 2 km северозападно от Барово, на най-високия връх от западния клон на Водно.

## Описание
Малкото скално плато на върха е с размери 110 × 110 m и върху него се виждат останки от защитна стена, изградена от камък и варова мазилка. Виждат се основите на много жилищни сгради, основите на старохристиянската базилика, останките от цистерна, а на повърхността се откриват фрагменти от керамични съдове, питоси и керемиди.